# Votvírák
Votvírák byl český letní multižánrový hudební festival zaměřený především na české a slovenské interprety. Konal se každoročně od roku 2007 v červnu na ploše bývalého vojenského letiště Boží Dar ve zrušeném vojenském výcvikovém prostoru Milovice - Mladá.

## Historie
Festival "Votvírák" založil v roce 2007 hudební producent Artur Kaiser.
V roce 2006 založil nejprve hudební festival "Milovickej fest", který je dodnes považován za nultý ročník festivalu "Votvírák".[zdroj⁠?!] Ve spolupráci s Pavlem Šourkem vytvářel strategii festivalu. Název "Votvírák", včetně kreativního konceptu a grafiky festivalu navrhl a vytvořil Pavel Šourek.[zdroj⁠?!]
Během ročníků 2008-2009 byl vstup zdarma.

### Struktura festivalu
V areálu festivalu se nachází tři pódia: hlavní a dvě postranní, každé s paralelní hudební produkcí. Čtvrté menší místo k poslechu hudby je HelpMusic stage.

### Projekt Čistý festival
Festival Votvírák se účastní projektu Čistý festival a v areálu je stánek ZELENÝ BOD.

### Doprava
Parkoviště je během festivalu zřízeno přímo na dráze letiště. Cesta pro pěší vede od jihu z vlakového nádraží v Milovicích.

### Jednotlivé ročníky
| Ročník | Datum                 | Počet účastníků | Vybraní interpreti |
| ------ | --------------------- | --------------- | --- |
| 1.     | 1.-2. červen 2007     |                 | 0609, 1st Choice, Anna K, Another Way, Bublifuck, Crossband, Vilda Čok, Debil Heads, Den, Gába al Dhába, Doga, Eastpark, Fate Magazíne, Horkýže Slíže, Vlasta Horváth, Imodium, Jaksi taksi, Komunální odpad, Medvěd 009, Mig 21, Mons Veneris, No Side, Peha, Pražský Výběr, Eddie Stoilow, Jiří Schmitzer, Walda Gang, Vypsaná Fixa, Wohnout... |
| 2.     | 12. – 14. červen 2008 | přes 100 000    | Aneta Langerová, Bára Basiková, Bára Zemanová, Chinaski, Iva Frϋhlingová, Kabát, Kontrafakt, Kryštof, Medvěd 009, Michal Hrůza, Mig 21, No Name, Wohnout a mnoho dalších. |
| 3.     | 12. – 14. červen 2009 | 106 000         | Dukla Vozovna, Lucie Bílá, Lunetic, Matěj Ruppert, Medvěd 009, Michal David, Monkey Business, O5&Radeček Totální nasazení, UDG, Volant, Wohnout a mnoho dalších. |
| 4.     | 11. – 13. červen 2010 | 60 000          | Anna K, Arakain, Čechomor, Kontrafakt, Mig 21, No Name, O5&Radeček, Olympic, Plexis, Rybičky 48, Rytmus, Sunshine, Tublatanka, UDG, Věra Špinarová, Wohnout a mnoho dalších. |
| 5.     | 17. – 19. červen 2011 |                 | Civilní obrana, Deratizéři, Desmod, DJ Maztah, Enter, Gambrz Reprs,Chinaski, Indy, Janek Ledecký, LA4, Krucipüsk, Marek Ztracený, Medvěd 009, Miro Šmajda, No Name, Papa Fini, Pio Squad, Peneři strýčka Homeboye, Punkfloid, Rybičky 48, Sedláci, Strapo, Ticho de Pre Cupe, Totální nasazení, Visací zámek, Vltava, Xindl X a mnoho dalších.    |
| 6.     | 15. – 17. červen 2012 | 50 000          | Airfare, Arakain, Colectiv, Desmod, DJ Miko, DJ Spinhandz, Dukla Vozovna, Harlej, Charlie Straight, Chinaski, Imodium, Iné Kafe, Lipo, Mandrage, Mig 21, Mňága a Žďorp, NVÚ, Olympic, Prago Union, Rybičky 48, Skyline, Škwor, UDG, Václav Neckář, Visací zámek a mnoho dalších.                                                                  |
| 7.     | 14. – 16. červen 2013 | 60 000          | Arakain, Ektor, Iné kafe, Kryštof, Tomáš Klus, Richard Müller, O5aRadeček, Rytmus, TataBojs, Vec a další |
| 8.     | 13. - 15. červen 2014 | 79 500          | Arakain, Divokej Bill, Desmod, Ektor, Horkýže Slíže, Chinaski, Majk Spirit, Mandrage, Mig 21, No Name, Orion, Prago Union, Rytmus, Škwor, Tata Bojs, Visací Zámek, Vypsaná Fixa... |
| 9.     | 12. - 14. červen 2015 | 50 000          | Arakain & Lucie Bílá, Divokej Bill, Ego, Iné kafe, Katapult, Majk Spirit, Mandrage, Mig 21, No Name, Prago union, Pauline Garand, Separ, Škwor, Xindl X a mnoho dalších |
| 10.    | 10.-12. červen 2016   | 80 000          | Arakain, H16, Harlej, Horkýže Slíže, Chinaski, Kryštof, Marpo & Troblegang, Mandrage, Richard Muller, Moja reč, Strapo, Smack, UDG... |
| 11.    | 16.-18. červen 2017   | 75 000          | Ewa Farna, H16, Habera & Team, Iné kafe, Miro Žbirka, Mandrage, Prago Union, Smack, Škwor, J. Uhlíř, Wohnout, Xindl X... |
| 12.    | 15. - 17. červen 2018 |                 | UDG, Ewa Farna, Mig 21, Chinaski, Mňága a Žďorp, Wohnout, BSP, Dymytry, Pipes and Pints, jan P. Muchow & The Antagonists, Sto zvířat, Jaroslav Uhlíř, Divokej Bill, Kreyson, Xindl X, Arakain, Škwor, Horkýže slíže, Tata bojs, Debustrol, PIO Squad, PSH, Chaozz, ...                                                                            |

Informace o počtu návštěvníků jsou čerpány z archivu na oficiálních stránkách festivalu.